# Orbea schweinfurthii
Orbea schweinfurthii ist eine Pflanzenart aus der Unterfamilie der Seidenpflanzengewächse (Asclepiadoideae). Die Heimat liegt in Tansania, Ruanda, Zaire, Sambia und Simbabwe.

## Beschreibung

### Vegetative Merkmale
Orbea schweinfurthii wächst als flache Rasen bildende, ausdauernde sukkulente Pflanze. Die meist niederliegenden, basal leicht verjüngten, stammsukkulenten Sprossachsen sind etwa 8 bis 10 cm lang/hoch und im Querschnitt vier- bis fünfrippig. Die 0,8 bis 1,5 cm langen Warzen sind abstehend bis leicht aufsteigend. Die kleinen Blätter sind leicht aufwärts gebogen mit Nebenblattrudimenten.

### Generative Merkmale
Der am oberen Ende der Sprossachse gebildete Blütenstand enthält zwei bis fünf aufrecht stehende Blüten. Die Vorblätter sind bei einer Länge von etwa 2,5 mm und einer Breite von etwa 1,5 mm lanzettlich-dreieckig. Der Blütenstiel weist eine Länge von etwa 3 bis 4 mm und einen Durchmesser von etwa 1,5 mm auf.
Die zwittrigen Blüten sind fünfzählig und radiärsymmetrisch mit doppelter Blütenhülle. Die fünf Kelchblätter sind 2 bis 3 mm lang und 1 bis 1,2 mm breit. Die Blütenkrone ist bei einem Durchmesser von 1 bis 1,5 Zentimeter flach ausgebreitet. Die Kronröhre ist sehr flach und von einem breiten, dickfleischigen Annulus umgeben.
Die lanzettlichen Kronblattzipfel sind bei einer Länge von 6 bis 12 mm sowie einer Breite von etwa 10 mm dreieckig-oval und konvex nach innen (oben) gewölbt. Die oberen Enden der Kronblattzipfel sind zugespitzt und leicht nach außen gebogen. Die Oberfläche der Kronblattzipfel ist innen mehr oder weniger dicht warzig-papillös. Die Blütenkrone ist außen grün mit einigen roten Flecken, innen gelb bis braun und mit meist quer zur Längsachse der Kronblattzipfel verlaufenden unregelmäßigen, weinrot, beige oder purpurnen Streifen oder Flecken versehen.
Die Nebenkrone misst 4 bis 5,5 mm im Durchmesser und wird basal von der Krone umschlossen, überragt sie aber. Die interstaminalen Nebenkronblattzipfel sind cremefarben mit feinen roten Punkten. Sie sind flach schüsselförmig, die Zipfel messen ca. 1 mm. Die staminalen Nebenkronblattzipfel sind annähernd dreieckig und messen 1 mm in der Höhe und 0,7 mm in der Breite. Sie überragen die Antheren. Der obere Rand ist stumpf oder zweizähnig. Sie sind flächig mit den interstaminalen Nebenkronblattzipfel verwachsen. Im freien Anteil der staminalen Nebenkronblattzipfel finden sich gelegentlich zwei seitliche Vertiefungen. Die D-förmigen Pollinien messen 0,3 × 0,3 mm.

## Vorkommen
Orbea schweinfurthii kommt von Tansania, über Ruanda bis nach Zaire vor. Das Verbreitungsgebiet reicht im Süden bis Sambia und Simbabwe.

## Synökologie
Im Gegensatz zu den meisten anderen Arten der Gattung Orbea wird Orbea schweinfurthii nicht durch Aasfliegen, sondern durch kleine drosophilide Fliegen bestäubt. Die Blüten verströmen einen Duft, der wie eine überreife Orange oder Ananas riecht. Taufliegen ernähren sich von gärenden Pflanzenstoffen und legen dort auch ihre Eier ab. Orbea schweinfurthii täuscht eine Nahrungsquelle und einen geeigneten Platz für die Eiablage vor („Fliegen-Täuschblume“). Die Pollinien sind besonders klein, sodass sie auch durch kleine Fliegen los gerissen und transportiert werden können.

## Systematik
Die Erstbeschreibung dieser Art erfolgte 1910 durch Alwin Berger unter dem Namen Caralluma schweinfurthii. Sie wurde von Michael George Gilbert in die Gattung Pachycymbium umgruppiert. Darrel C. H. Plowes stellte sie unter dem Namen Orbea schweinfurthii in die Gattung Angolluma. Peter Vincent Bruyns transferierte sie dann in die Gattung Orbea.

## Belege